# どてらい男
『どてらい男』（どてらいヤツ）は、花登筺の小説。
『週刊アサヒ芸能』（徳間書店）に連載された。山善を興した山本猛夫をモデルとした立志伝である。第一部が全6巻、第二部が全5巻の二部構成、全11巻からなる。原作者の花登が脚本を担当してテレビドラマ化されたのが好評を博し、角川文庫（角川書店）から文庫化、また、映画、舞台、漫画にもなった。舞台作品は近年では、2006年10月に京都の南座で29年ぶりに再演されている。
題名にある「どてらい」とは、紀州弁で「凄い」「とんでもない」の意。近代以降の大阪をステレオタイプ化した作品の1つである。山善はこの作品を社業・社史の一部に位置づけており、テレビドラマ放映中の1975年から「どてらい市」と名付けた商談会を開いている。

## テレビドラマ
1973年から1977年まで関西テレビの企画・制作によりフジテレビ系列で放送されたテレビドラマ。全180回（プラス『総集編』）。
もともと関西テレビ放送の開局15周年を記念して制作された。3年半にわたるヒットシリーズとなり、歌手だった西郷輝彦が俳優としての地位を確立したドラマとなった。
放送開始当初のオープニング映像では、猛造と運転手役の西川きよしが乗るクラシックカー（当時のタクシー）背後に南海電気鉄道（現在の阪堺電気軌道）の車両（モ161等）が映っており、そのシーンは堺市内で撮影されていた。
収録は大阪市北区西天満の関西テレビ本社（当時）スタジオで行われた。
火曜時代の1974年は元日と大晦日が火曜日となったが、元日は通常通り放送、そして大晦日は『どてらい男 総集編』と銘打った大晦日スペシャルを、この年開催の『第25回NHK紅白歌合戦』の対抗番組として、22:00 - 23:45に拡大して放送した。また日曜時代の1977年は1月2日が日曜日になるも、前日の元日は土曜日ゆえに『8時だョ!全員集合』（TBS系列。通常版）が放送される関係上、恒例特番『新春スターかくし芸大会』の元日放送が出来ない状態なったことで、それを1月2日に回して、本番組を翌日以降に回す可能性もあったが、最終的には『かくし芸』が1月3日の放送に決定したため、1月2日でも通常通り放送出来た。
2013年、TBSのドラマ『半沢直樹』がヒットした際に本作を思い出させるとインターネット上で話題となり、DVD化が検討された。しかし、ビデオテープが高価かつ貴重で使い回しが当たり前だった時代の作品であり、関西テレビのアーカイブ倉庫には第1話と最終話のビデオテープしか現存していなかった。その後、舞台になった山善でこのうち第7話から129話までの121回分を録画したUマチック方式のテープが発見され、東京のレトロエンタープライズの手によって修復・デジタル化が行われた。関西テレビでは残る2 - 6話および130 - 180話の録画テープの提供を呼びかけた結果、神奈川県横浜市から第3話のベータマックステープが見つかり、さらに捜索の結果、13話の冒頭、1～12話のダイジェスト映像も見つかり、ほぼストーリーが追えるようになった。録画テープの提供呼びかけはその後も続行されており、媒体不問、音声のみのカセットテープ等も対象である。一方でプロジェクト自体は告知なく終了している。
2022年6月5日からCS放送・時代劇専門チャンネルにて、BS・CS通じて初となる再放送が開始された。

### 放送時間
1973年10月2日 - 1977年3月27日
| タイトル                | 放送期間       | 放送期間       | 放送時間（JST）     | 備考                                    |
| ----------------------- | -------------- | -------------- | ------------------- | --------------------------------------- |
| どてらい男              | 1973年 10月2日 | 1975年 3月25日 | 火曜日22:00 - 22:55 |                                         |
| どてらい男 （戦後篇）   | 1975年 4月6日  | 1975年 9月28日 | 日曜日21:00 - 21:55 | 『白雪劇場』（KTV制作）との枠交換で移動 |
| どてらい男 （激動篇）   | 1975年 10月5日 | 1976年 3月28日 | 日曜日21:00 - 21:54 | 21時台ミニ番組拡大で1分縮小             |
| どてらい男 （死闘篇）   | 1976年 4月4日  | 1976年 9月26日 | 日曜日21:00 - 21:54 |                                         |
| どてらい男 （総決算篇） | 1976年 10月3日 | 1977年 3月27日 | 日曜日21:00 - 21:54 |                                         |

### スタッフ
- 原作・脚本:花登筺（戦後編のみ脚本を田坂啓と共作）
- 制作著作:関西テレビ
- （丁稚・独立篇）1973年10月2日 -
  - プロデューサー：野添泰男、演出：内海佑治、三輪弘
- （戦争編） - 1975年3月25日
  - プロデューサー：野添泰男、演出：山像信夫、柏原幹、岡林可典
- （戦後篇）1975年4月6日 - 1975年9月28日
  - プロデューサー：山像信夫、演出：柏原幹、林宏樹、岡林可典
- （激動篇）1975年10月5日 - 1976年3月28日
  - プロデューサー：山像信夫、演出：林宏樹、岡林可典、坂上勇
- （死闘篇）第130回 - 第155回  1976年4月4日 - 1976年9月26日
  - プロデューサー：山像信夫、演出：林宏樹、岡林可典、坂上勇
- （総決算篇）第156回 - 第181回（最終回）1976年10月3日 - 1977年3月27日
  - プロデューサー：山像信夫、演出：柏原幹、岡林可典、坂上勇
- 主題歌: 「どてらい男」（作詞: 花登筐、作曲: 神津善行、編曲: 佐々永治、歌: 西郷輝彦、クラウンレコード）

### キャスト
- 山下猛造 - 西郷輝彦
- 尾坂昭吉 - 田村亮
- 支配人・岡田弥太郎 - 大村崑（この役が花登筐との最後の仕事となった）
- 前戸文治 - 沢本忠雄
- 猛造の妻・茂子 - 梓英子
- “将軍”大石善兵衛 - 笑福亭松鶴
- 番頭・竹田 - 髙田次郎
- 倉庫番・蔵先 - 谷幹一
- 前戸のぶ - 中村メイコ
- 前戸弥生 - 由美かおる
- お夏どん - 森明子
- お秋どん - 亀井光代
- お冬どん - 丸山みどり
- 猛造の父・篤作 - 三浦策郎
- 猛造の母・よね - 正司照枝
- 堤先生 - 本郷功次郎（訓導は旧制小学校の教員の階級。）
- 岡田清子 - 新藤恵美
- 千代菊（芸者） - 長谷川稀世
- 糸路（芸者） - 扇千景
- 芋井 - 岸部シロー
- 利村みずえ - 星由里子
- 茂子の父・兵庫弥之助 - 多々良純
- 茂子の母・兵庫和子 - 根岸明美
- 楠義一 - 常泉忠通
- 青木 - 森啓二
- 伊藤 - はなとまめ（現・坂本小吉）
- 上田 - 木村進
- 市井一子 ‐ 臼間香世
- 勝部とみ ‐ 野川由美子
- 二本榎のお嬢さん ‐ 徳永れい子
- 馬方（うまのえ）保左エ門 - なべおさみ
- 海野 守（うんの まもる） - 森次晃嗣
- 海野の父 - 北沢彪
- 海野の母 - 宝生あやこ
- 広田 - 工藤堅太郎
- 坂田軍曹 - 藤岡重慶
- 日野軍曹 - 高品格
- 飯田軍曹 - 小林昭二
- 山中曹長 - 伊藤孝雄
- 川崎中尉（小隊長） - ハナ肇
- 依田大隊長 - 田崎潤
- たま子 - 梢ひとみ
- エドモンド・オダ軍曹 - 尾藤イサオ（「戦後篇」より）
- 白山中佐 - 山城新伍（「戦後篇」より）
- 田村少佐 - 待田京介（「戦後篇」より）
- 木村中尉 - 川地民夫（「戦後篇」より）
- 坂井一等兵 - 中尾彬（「戦後篇」より）
- 坂藤 - 茶川一郎（「戦後篇」より）
- 西部 - 芦屋小雁（「戦後篇」より）
- 石川 - 石井均（「戦後篇」より）
- 小金井准尉 - 桂小金治（「戦後篇」より）
- 木下ひさお （藤吉郎）‐ 宮廻夏穂（「戦後篇」より）
- 闇行商人の姉妹 ‐ 海原千里・万里（「戦後篇」より）
- 三宅友子 - 夏純子（「戦後篇」より）
- 三宅洋一郎 - 岡田英次（「激動篇」より）
- 増田 - 中田浩二（「激動篇」より）
- 大野敏夫 - 倉丘伸太朗（「激動篇」より）
- 敏夫の父 - 岩田直二（「激動篇」より）
- 門田支配人 - 小沢栄太郎（「激動篇」より）
- かな子 - 高橋洋子（「激動篇」より）
- 江川 - 渡辺篤史（「激動篇」より）
- 店員稲田 - 麻田ルミ（「激動篇」より）
- 増田の父・甚之助（通称 金増） - 志村喬（「死闘篇」より）
- 森田社長 - 大滝秀治（「死闘篇」より）
- 岡 専務 - 神田隆 （「死闘篇」より）
- 川崎弁護士 - 鈴木智（「死闘篇」より）
- 遠藤 - 谷啓（「死闘篇」より）
- 森川正憲 - 小池朝雄（「死闘篇」より）
- 黒田 - 寺田農（「死闘篇」より）
- 日野広之進 - 笑福亭仁鶴（「総決算」より）
- 富子 - 浜美枝（「総決算」より ）
- 山原美加 - 山本美加
- 佐々木 - 竜崎一郎（「総決算篇」より）
- 佐々木の孫娘・英子 - 山口いづみ（「総決算篇」より）
- 柴俊夫（最終回）
- 米兵士 - ケンカーティス

### ドラマと小説 登場人物の違い
| 登場人物等           | ドラマの人物特徴等                               | 小説の人物特徴等                                                   |
| -------------------- | ------------------------------------------------ | ------------------------------------------------------------------ |
| 山下猛造             | 高身長・二枚目                                   | 低身長、短足、小太り                                               |
| 前戸の主人（旦さん） | 創業者の次男・元銀行員 父と兄の死により当代      | 創業者自身                                                         |
| 前戸夫人             | 創業者の長男 妻 のぶ                             | 創業者の妻 久子                                                    |
| 弥生                 | 前戸夫人の娘・女学校在学中                       | 前戸夫人の歳の離れた妹・女学校卒業後前戸家に引き取られる           |
| 大石善兵衛           | 将軍と呼ばれ、番頭をしている                     | 神さんと言われ大石善商店主と堀田商店の番頭を兼ねている             |
| 竹田                 | 番頭                                             | 手代格                                                             |
| お秋                 | 竹田と別れた後、堤先生と結婚                     | 竹田と弥生の縁談話を立聞きしたのが発覚し解雇                       |
| 糸路（芸妓）         | 前戸と男女の関係                                 | 竹田と男女の関係                                                   |
| 猛造の母             | よね                                             | ふさ                                                               |
| 芋生                 | 株相場で失敗その後転々                           | 戦後は闇屋のボス（ドラマでは広田の役柄）                           |
| 海野守               | 未婚 軍隊編・激動編~                             | 既婚妻有 沖縄で戦死                                                |
| 馬方                 | 軍隊編から登場し、猛造を兄貴と呼んで標準語で話す | 特別下番から捕虜収容所まで登場し、猛造を猛やんと呼んで関西弁で話す |
| 坂井                 | ほぼ捕虜収容所のみ                               | 捕虜収容所から登場                                                 |
| 元陸軍中佐           | 白山                                             | 飯田                                                               |
| 谷町の問屋           | 中西彌商店の二代目でかな子という一人娘がいる     | 中西商店の二代目で息子がいる                                       |
| 広さん               | 日野広之進                                       | 広山邦之助                                                         |

### ネット局
- 関西テレビ（制作局）：火曜 22:00 - 22:55 → 日曜 21:00 - 21:54
- 青森放送：木曜 14:00 - 14:55（1974年9月時点）[10] → 木曜 16:00 - 16:55（1977年6月時点）[11]
- 北海道文化放送：火曜 22:00 - 22:55 → 日曜 21:00 - 21:54[12]
- 秋田テレビ：土曜 13:00 - 13:55[13] → 日曜 21:00 - 21:54[14]
- 山形テレビ：金曜 23:10 - 0:05（1974年3月時点）[15] → 日曜 21:00 - 21:54（1976年5月時点）[16]
- 岩手放送：金曜 16:05 - 17:00[17]
- 仙台放送：火曜 22:00 - 22:55 → 日曜 21:00 - 21:55 → 日曜 21:00 - 21:54[18]
- 福島テレビ：火曜 23:05 - 翌 0:00（第12話まで）→ 土曜 21:00 - 21:56 → 土曜 21:00 - 21:55（第13話から最終回まで）[19]
- フジテレビ：火曜 22:00 - 22:55 → 日曜 21:00 - 21:54
- 新潟総合テレビ：木曜 14:00 - 14:55（1975年3月時点）[20] → 土曜 13:00 - 13:55（1976年5月時点）[21]
- テレビ静岡：火曜 22:00 - 22:55[22] → 日曜 21:00 - 21:54（1976年5月時点）[16]
- 長野放送：火曜 22:00 - 22:55[23] → 日曜 21:00 - 21:54（1976年5月時点）[16]
- 富山テレビ：日曜 14:00 - 14:55[24]
- 石川テレビ：火曜 22:00 - 22:55[25] → 日曜 21:00 - 21:54[26]
- 福井テレビ：火曜 22:00 - 22:55[25] → 日曜 21:00 - 21:54[26]
- 東海テレビ：火曜 22:00 - 22:55 → 日曜 21:00 - 21:54[27]
- 山陰中央テレビ：火曜 22:00 - 22:55 → 日曜 21:00 - 21:54[28]
- 岡山放送：水曜 16:00 - 16:54[29]
- 広島テレビ：土曜 17:00 - 17:55（テレビ新広島開局時まで）[30]
  - テレビ新広島：日曜 21:00 - 21:54（1975年10月開局時から）[29]
- 山口放送：土曜 14:35 - 15:30（1977年6月時点）[31]
- テレビ愛媛：火曜 22:00 - 22:55 → 日曜 21:00 - 21:54[32]
- 高知放送：日曜 17:34 - 18:30[32]
- テレビ西日本：火曜 22:00 - 22:55 → 日曜 21:00 - 21:54[33]
- サガテレビ：火曜 22:00 - 22:55 → 日曜 21:00 - 21:54[33]
- テレビ長崎：金曜 10:30 - 11:25（1974年9月時点）[34] → 金曜 16:00 - 16:55（1977年6月時点）[35]
- テレビ熊本：水曜 22:00 - 22:54[36]
- テレビ大分：日曜 18:00 - 18:55[37]
- テレビ宮崎：日曜 16:05 - 17:00[38]
- 鹿児島テレビ：土曜 22:30 - 23:24[39]
- 沖縄テレビ：日曜 14:00 - 14:55（1974年9月時点）[40] → 日曜 21:00 - 21:54（1975年12月時点）[41]

## 映画
1975年2月1日に東京映画の製作、東宝の配給で公開された。カラー、シネマスコープ、上映時間87分。
かつてクレージー映画を筆頭に、『若い季節』2部作や『若大将シリーズ』を手掛けた古澤憲吾が『ユートピア』以来2年振り、東宝では『日本一のヤクザ男』以来5年振りに監督となった。

### スタッフ
- 原作：花登筺
- 製作：高畠久
- 脚本：田坂啓
- 撮影：逢沢譲
- 美術：育野重一
- 音楽：山本直純
- 録音：原島俊男
- 照明：金子光男
- 編集：諏訪三千男
- 助監督：松沢一男
- スチール：中山章
- 監督：古澤憲吾

### キャスト
- 山下猛造 - 西郷輝彦
- 尾坂幸夫 - 田村亮
- 前戸弥生 - 小柳ルミ子
- 村川清子 - 日野麗子
- 竹田一夫 - 津川雅彦
- 前戸文夫 - 高橋昌也
- 前戸文治 - 曽我廼家明蝶
- 岡田弥太郎 - 内藤武敏
- 芋井 - 田中邦衛
- 丑代 - 都家かつ江
- 正蔵 - 道井和仁
- 近藤 - 石田茂樹
- 吉田 - 久保田勝也
- 前戸昌子 - 歌川千恵
- 川崎商店の主人 - 守田比呂也
- 小島商店主人 - 音羽久米子
- 外交 - 石矢博
- 外交 - 細井利雄
- 糸路 - 浜木綿子
- 大石善兵衛 - 伴淳三郎

### 同時上映
『告訴せず』
- 原作：松本清張 / 脚本：山田信夫 / 監督：堀川弘通 / 主演：青島幸男

## 漫画版
本作の漫画版が、1970年代後期に『週刊漫画TIMES』（芳文社）に連載された。作画は横山まさみちで、単行本は全6巻。